# Upogebia
Upogebia är ett släkte av kräftdjur som beskrevs av Leach 1814. Upogebia ingår i familjen Upogebiidae.

## Dottertaxa tillUpogebia, i alfabetisk ordning[1][2]
- Upogebia acanthura
- Upogebia aestuari
- Upogebia affinis
- Upogebia annae
- Upogebia aquilina
- Upogebia bermudensis
- Upogebia brasiliensis
- Upogebia capensis
- Upogebia careospina
- Upogebia casis
- Upogebia corallifora
- Upogebia deltaura
- Upogebia felderi
- Upogebia inomissa
- Upogebia jamaicensis
- Upogebia lepta
- Upogebia macginitieorum
- Upogebia major
- Upogebia marina
- Upogebia molipollex
- Upogebia noronhensis
- Upogebia omissa
- Upogebia omissago
- Upogebia onychion
- Upogebia paraffinis
- Upogebia pillsbury
- Upogebia pugettensis
- Upogebia pusilla
- Upogebia spinistipula
- Upogebia stellata
- Upogebia vasquezi
- Upogebia wuhsienweni